# كريستيان إرنست جراف
كريستيان إرنست جراف هو ملحن هولندي، ولد في 30 يونيو 1723 في رودولشتات في ألمانيا، وتوفي في 17 يوليو 1804 في لاهاي في هولندا.

## وصلات خارجية
- كريستيان إرنست جراف على موقع ميوزك برينز (الإنجليزية)
- كريستيان إرنست جراف على موقع أول ميوزيك (الإنجليزية)
- كريستيان إرنست جراف على موقع ديسكوغز (الإنجليزية)
- كريستيان إرنست جراف على موقع ديسكوغز (الإنجليزية)